# John Hardon
John A. S. A. Hardon, S.J., Servo de Deus (18 de Junho de 1914 – 30 de Dezembro de 2000) foi um padre jesuíta, escritor, e teólogo. Fundador do Apostolado da Santíssima Trindade.

## Primeiros anos de vida
Harbon nasceu em uma família católica devota, em Midland, Pensilvânia, e cresceu em Cleveland, Ohio. Obteve grau de bacharel pela Universaidade John Carroll, antes de entrar na Sociedade de Jesus em 1936. Obteve grau de mestre em filosofia pela Universidade Loyola de Chicago. Estudou teologia no West Baden College, em West Baden Springs, Indiana. E foi ordenado padre em 18 de Junho de 1947, no seu 33º aniversário. Recebeu o doutorado em teologia pela Pontifícia Universidade Gregoriana, em Roma.

## Trabalho
Padre Harbon foi um membro muito proeminente da comunidade jesuíta, conhecido por seu rigor acadêmico, e escreveu dezenas de livros sobre religião e teologia, incluindo: The Catholic Catechism (1975), um volume definitivo de ortodoxia católica, e Modern Catholic Dictionary(1980), o primeiro grande dicionário de referência publicado após o Concílio Vaticano II (1962–1965). Hardon também foi um grande contribuidor em jornais e revistas católicos, e foi editor executivo da revista The Catholic Faith. Ele tinha uma estreita relação de trabalho com o Papa Paulo VI, tendo engajado-se em várias iniciativas a pedido do Papa, incluindo a elaboração de The Catholic Catechism.
O Catecismo Católico de Padre Hardon foi um significante trabalho pós-Vaticano II, no sentido de que, essecialmente, fornece a doutrina católica moderna e a fé dentro de um único livro, diferentemente de qualquer outro, e foi um precursor para o Catecismo da Igreja Católica, que é a codificação oficial da Doutrina Católica, promulgado pelo Papa João Paulo II em 1992. Hardon atuou como consultor para a elaboração desse documento.

## Possível beatificação
Father Hardon morreu em Clarkston, Michigan, em 30 de Dezembro de 2000, depois de sofrer de várias doenças. Tendo sido conhecido em toda a sua vida como um homem santo, entre interesse entre alguns católicos por sua beatificação e uma oração sancionada pela Igreja para esta causa foi escrita. De acordo com a lei da Igreja, Padre Hardon poderia ter sua causa de beatificação aberta pela Igreja já em 30 de Dezembro de 2005. Se isso acontecer, significa colocá-lo a caminho de uma possível canonização.
Há um esforço em andamento para estabelecer uma Biblioteca e Centro de Estudos e centro de estudos no Santuário de Nossa Senhora de Guadalupe, no Santuário de Nossa Senhora de Guadalupe em La Crosse, Wisconsin.